# Westfalenhütte

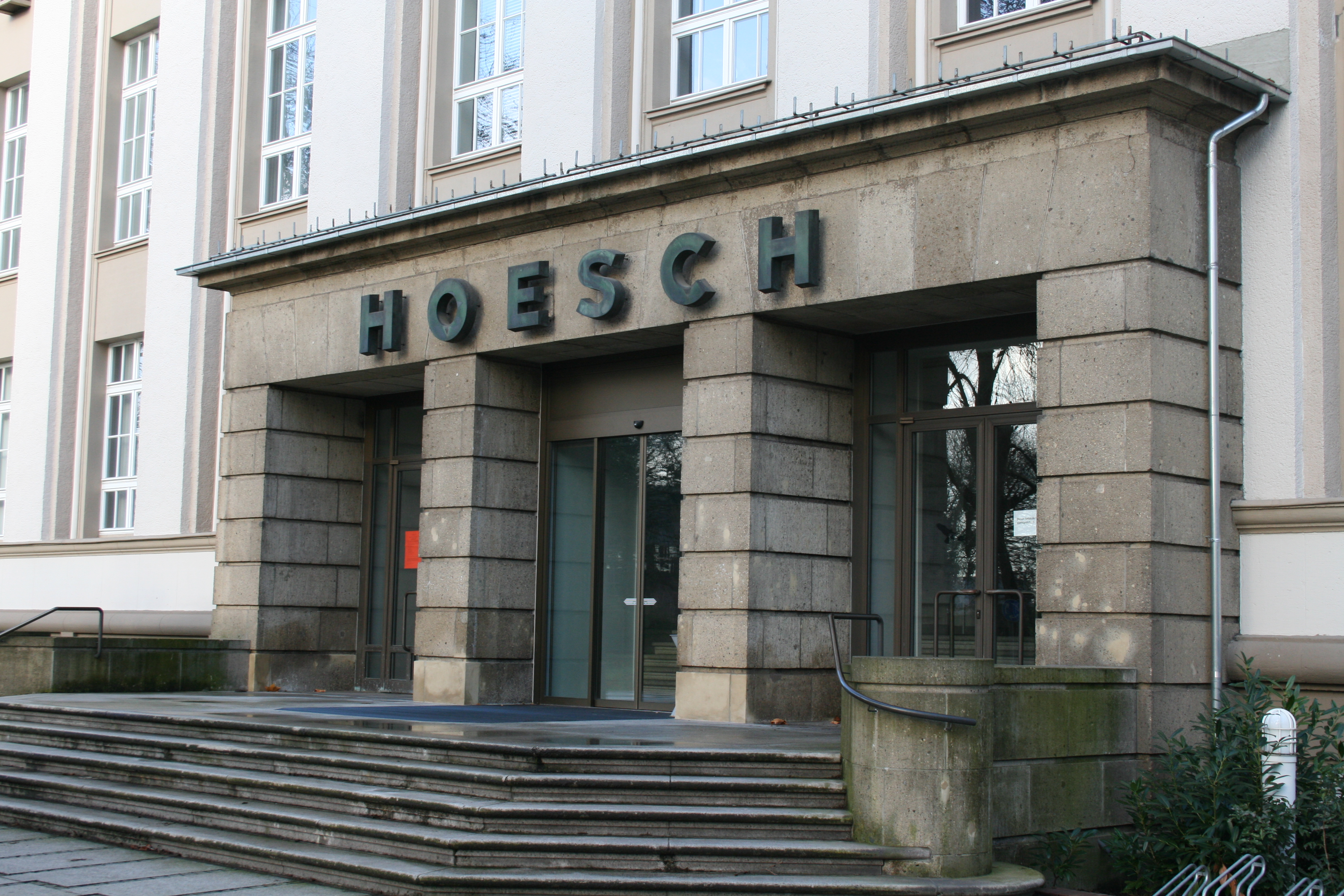
Eingangsportal der Hauptverwaltung

Die Westfalenhütte im Dortmunder Nordosten war ein Hüttenwerk der Hoesch AG mit einer sehr langen Tradition als Standort der Schwerindustrie im Ruhrgebiet. Heute betreibt die thyssenkrupp Steel Europe AG dort ein Oberflächenzentrum mit mehreren Veredelungsanlagen (u. a. Verzinken) und einem Kaltbandwerk mit etwa 1.400 Mitarbeitern.
Gegründet wurde sie von dem Dürener Eisenfabrikanten Leopold Hoesch, seinen Söhnen Wilhelm und Albert Hoesch sowie seinen Vettern Viktor und Eberhard Hoesch im Jahre 1871. Im Zenit des deutschen Wirtschaftswunders während der 1950er- und 1960er-Jahre waren auf ihr 25.000 Mitarbeiter beschäftigt. Unter den so genannten Hoeschianern entstand im Laufe der Zeit der Begriff Karl Hoesch, eine liebevoll gemeinte Respekterklärung, die als pars pro toto besonders für alles steht, was mit dem Stahlunternehmen Hoesch AG zu tun hat.
Die Westfalenhütte besaß mit dem Bahnhof Dortmund-Hoesch einen eigenen Haltepunkt. Die Straßenbahn Dortmund gab jedoch 1981 den Abschnitt an der nach Friedrich Springorum benannten Straße auf.
Die Westfalenhütte hat indirekt für die Geschichte des deutschen Fußballs eine Bedeutung: So wurde das im Hoeschpark in der Südwest-Ecke der Westfalenhütte gelegene, ehemalige Stadion Weiße Wiese früher von Borussia Dortmund benutzt. Aus den um den nahegelegenen Borsigplatz wohnenden Werksmitarbeitern rekrutierte sich eine besonders treue Fangemeinde der damals noch jungen Borussia.

## Geschichte

### Neuere Geschichte
Am 15. Juni 1989 besuchte der damalige Präsident der UdSSR, Michail Gorbatschow, die Westfalenhütte und hielt vor 8500 Stahlarbeitern in der Conti-Glühe eine Rede.
Infolge der Veränderungen auf dem Weltstahlmarkt und des sich seit der Stahlkrise von 1974 verschärfenden Konzentrationsprozesses der Branche beschloss Thyssen Krupp Stahl 1997 nach der Fusion die Konzentration der sog. „Flüssigphase“ (Hochöfen, Stahlwerke, Stranggießanlagen) in Duisburg und die Schließung der entsprechenden Anlagen in Dortmund. Die Hochöfen, die Sinteranlage und das Warmbreitbandwalzwerk auf der Westfalenhütte wurden daher 2001 stillgelegt und an das chinesische Stahlunternehmen Jiangsu Shagang verkauft. Die Anlagen wurden zerlegt, nach China transportiert und dort wiederaufgebaut.
In Folge wurden die Aktivitäten auf dem Gelände der Westfalenhütte inzwischen auf wenige, wirtschaftlich tragfähige Kernbereiche konzentriert, hauptsächlich auf ein Kaltwalzwerk mit Blechendverarbeitung und -beschichtung. Aus den Duisburger Hüttenwerken stammendes Warmband wird kaltgewalzt, geglüht und elektrolytisch verzinkt oder feuerverzinkt. Es wurde hierfür das Dortmunder OberflächenCentrum errichtet, womit Thyssenkrupp Steel über eines der weltweit führenden und modernsten Entwicklungszentren für die Oberflächenveredelung von Flachstahl verfügt. Die modernste Feuerverzinkungsanlage des thyssenkrupp-Konzerns wird in Dortmund betrieben; eine neue, hochmoderne Anlage wurde 2022 in Betrieb genommen. Es sind auf dem Gelände der Westfalenhütte heute knapp 1.400 Menschen beschäftigt. Die Produkte gehen hauptsächlich in die Automobilindustrie.

## Nutzung der frei gewordenen Flächen
Der Konzern Thyssenkrupp, in dem die Aktivitäten der Hoesch AG nach den Fusionen letztlich aufgingen, ist nunmehr im Besitz der größten Industriebrachfläche mitten in Europa. In enger Abstimmung mit der Stadt Dortmund entstanden die Planungen zur Folgenutzung dieser Fläche.
- Ein reduzierter, industrieller Kernbereich sollte beibehalten und das Gelände der ehemaligen Sinteranlage als Logistikfläche vermarktet werden.
- Für Dortmund ergab sich die Chance zur raschen und relativ unproblematischen Entwicklung einer neuen, die nördliche Innenstadt entlastenden Straßenverbindung in Ost-West-Richtung.

Das Gelände ist enorm groß: In der Ost-West-Ausdehnung sind es fünf Kilometer, in der Nord-Süd-Ausdehnung fast vier Kilometer. Diese schiere Größe verdeutlicht nicht nur die städtebauliche Relevanz der Westfalenhütte für Dortmund, sondern auch das riesige Entwicklungspotenzial dieser innenstadtnahen Fläche weitab üblicher Maßstäbe.
Im Mai 2009 begannen Bauarbeiten zur Erschließung der Fläche für die zukünftige Nutzung als Logistikpark. So wurde in einem ersten Bauabschnitt mit der Springorum-Allee eine Straße parallel zur Brackeler Straße errichtet.
Im ehemaligen Portierhaus der Westfalenhütte findet sich das Hoesch-Museum. Das Verwaltungsgebäude der ehemaligen Hoesch AG ist als Baudenkmal in die Denkmalliste der Stadt Dortmund eingetragen.

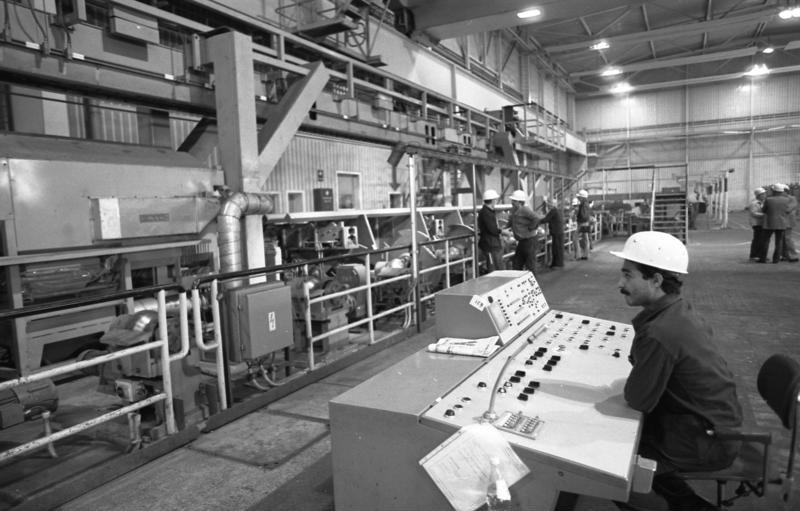
Steuerpult auf der Westfalenhütte
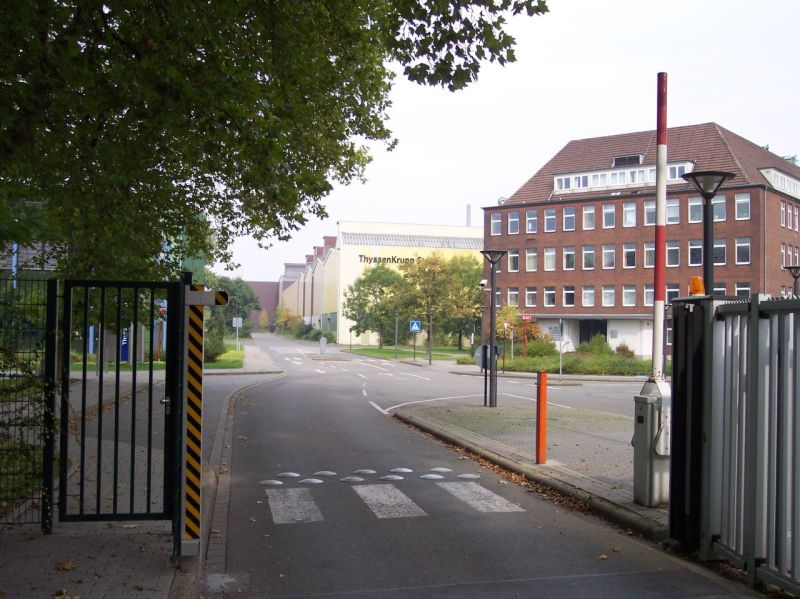
Eingangsbereich der Westfalenhütte
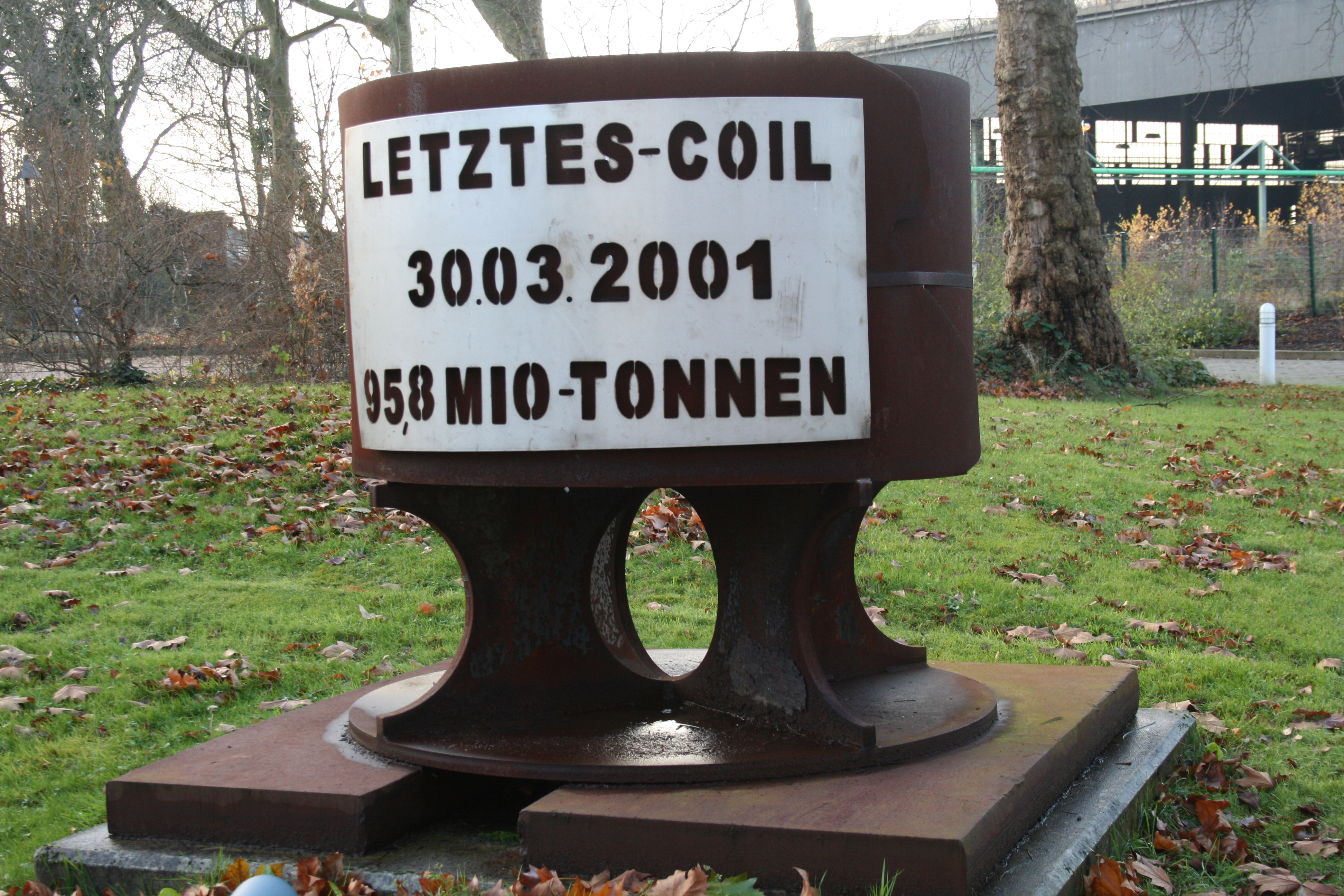
Das letzte Coil
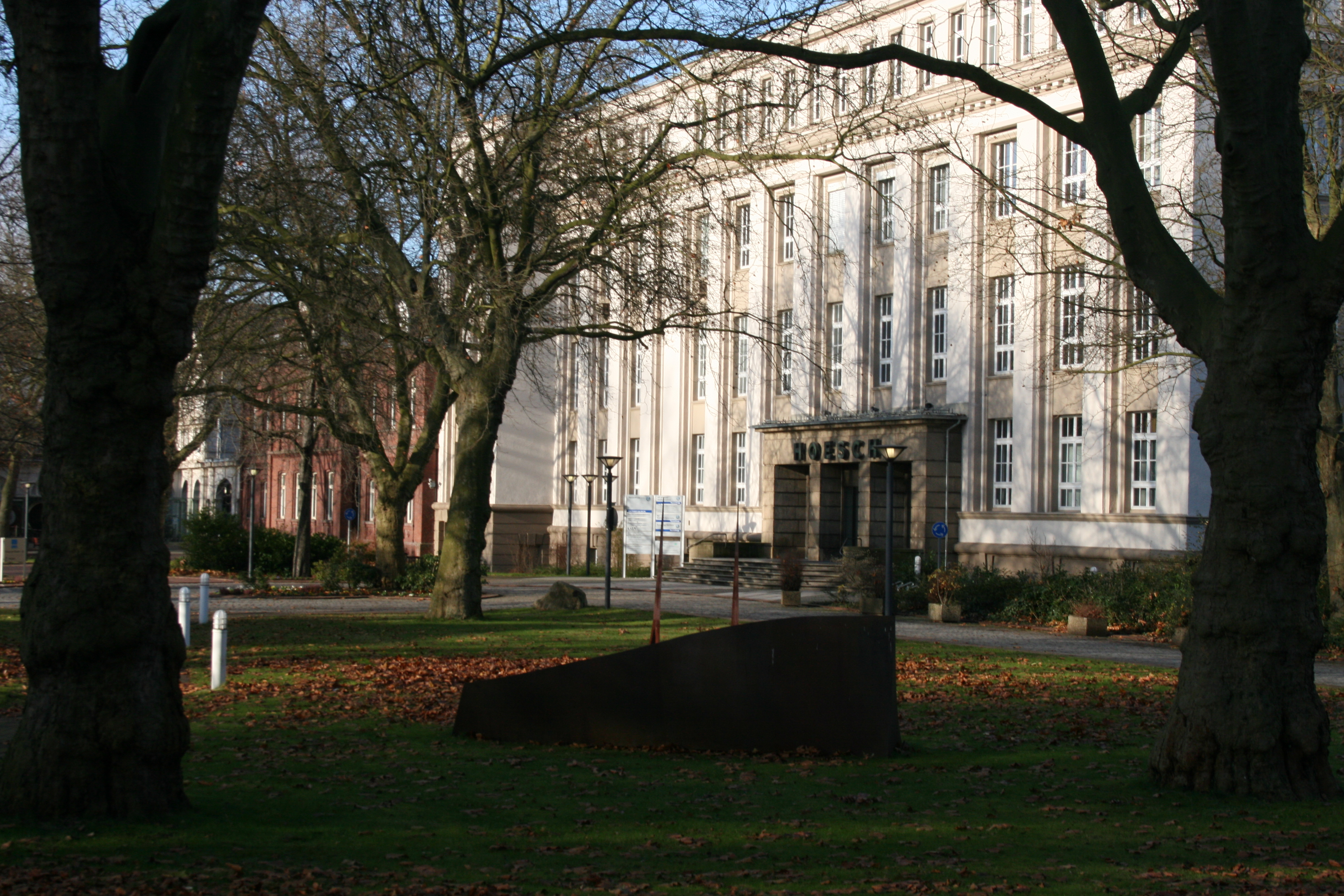
Ehemalige Hauptverwaltung der Hoesch AG